# Прекрасный май
Прекрасный май (фр. Le joli mai) — документальный фильм Криса Маркера и Пьера Ломма, выпущенный в 1963 году.

## Содержание
Фильм посвящён To happy many («Счастливому большинству»). Это портрет Парижа и парижан, созданный в мае 1962 года, «первой мирной весной», — спустя короткое время после заключения Эвианских соглашений и референдума, завершивших войну в Алжире. Картина состоит из двух частей — Priere sur la tour Eiffel («Молитва на Эйфелевой башне») и Le retour de Fantomas («Возвращение Фантомаса») и интерлюдии — исполненной Ивом Монтаном песни Le joli mai (слова Катрин Варлен, музыка — «Одинокая гармонь» Бориса Мокроусова).

## Восприятие
Наум Клейман вспоминает, что вскоре после выхода «Прекрасный май» произвёл огромное впечатление на сотрудников Госфильмофонда. Фильм и, в частности, задействованный в нём принцип прямого кино с синхронными интервью, вызвал бурные обсуждения. «До социальных волнений во Франции было ещё далеко, но в фильме Маркера чувствовался какой‑то подземный гул, который мы по‑настоящему оценили лишь в 1968 году».

Обширное, многоголосое исследование сложности современной Франции с использованием новых методов прямого кино.
Оригинальный текст (англ.)An expansive, multi-vocal enquiry into the complexity of contemporary France using the new methods of direct cinema.
— Catherine Lupton, Chris Marker: Memories of the Future, 2005

## Награды
- 1963, премия ФИПРЕССИ Каннского кинофестиваля.
- 1963, Best First Film Венецианского фестиваля.